# レーエン
レーエン（独: Lehen、英: fiefdom、仏: fief、羅: beneficium）とは、歴史学・社会学における技術的・法学的意味での封建制度を指す用語。「知行制」と訳されることもある。封建法によって規定された封主と封臣の関係をいうだけではなく、封土における採掘権や伐採権も指す。神聖ローマでは郵便が皇帝の大権レガールであるか世紀をまたいで議論されたが、否定する立場では郵便もレーエンとみなされて領邦郵便を認めることになる。

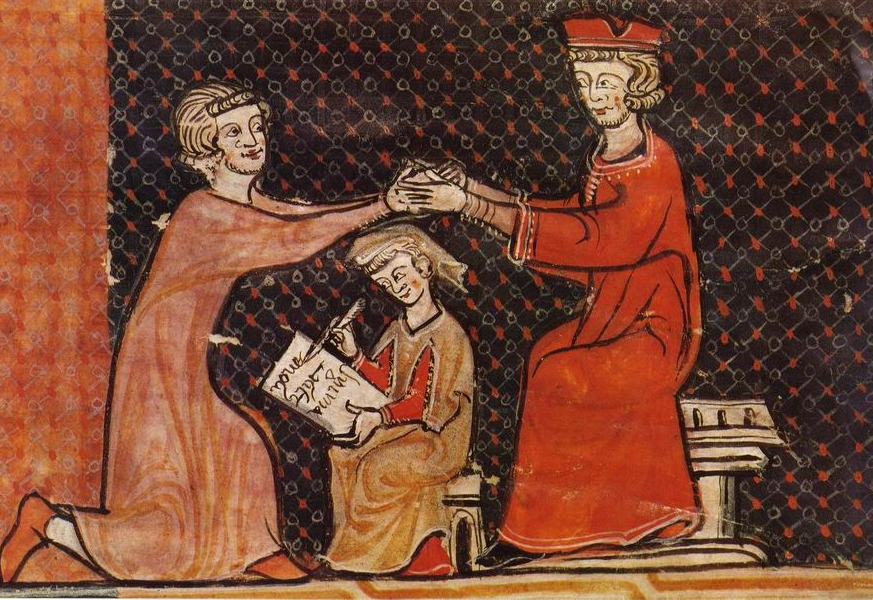
誠実宣誓（オマージュ）

レーエン制は8・9世紀ごろフランク王国で成立し、10世紀から13世紀の間に最盛期を迎えたと考えられている。レーエン制的関係は近代になると急速に衰退したとされるが、18・19世紀になってもその残滓と思われる法的関係は観察することができる。またレーエンは日本史用語の知行と非常に類似しているが、官職レーエンなどを知行の範疇で捉えることは難しい。

## 歴史的展開
6世紀、メロヴィング朝のフランク王国においてすでに自由身分の人間が国王などの領主身分と保護-服従の関係を結んでいる。このような場合、封臣は自由身分を維持しつつ封主に対する服従的関係に入った。これはゲルマン古来の伝統に由来すると思われる従士制度より強固な法的関係であったと考えられている。なぜなら8世紀のフランクの古文書があげるこのような「託身」契約には、ゲルマン従来の従士的な結合関係以外に衣食などの物質的欠乏の保護を目的とした関係が紛れ込んでいるからである。誠実宣誓などを伴い、従士制的要素の強い封臣制度と物質的な要素の強い恩給制度が結びついたのが全体としてのレーエン制であると考えられている。狭義の、そして当時使われていた本来の意味での「レーエン」はこのような恩給制度の目的物、なかんずく土地を指す言葉である。
カロリング朝になると、辺境伯や伯などの世俗的な官職もレーエンであるとみなすことが一般的となった。これはもちろん伯が一定の領地と結びついているために自然と恩給として意識されたということも出来る。このことによってレーエンが単なる土地に付随する物質的利益にとどまらず、一定の政治的身分や権力関係が含まれることになった。これをもって官職のレーエン制を国家権力の「私物化」とみなす見方も存在するが、基本的に官職レーエンはレーエン法によって国家権力の統括下にあったのであり、その限りにおいて政治的身分や権力関係が生じていたのであるため、国家から独立して領主権力が存在したというようなことはレーエン制的関係から導き出すことはできない。のちには教会組織にもレーエンが浸透し、ドイツ内の主要な司教・修道院長などの任命もレーエン制的な色彩が強くなった。

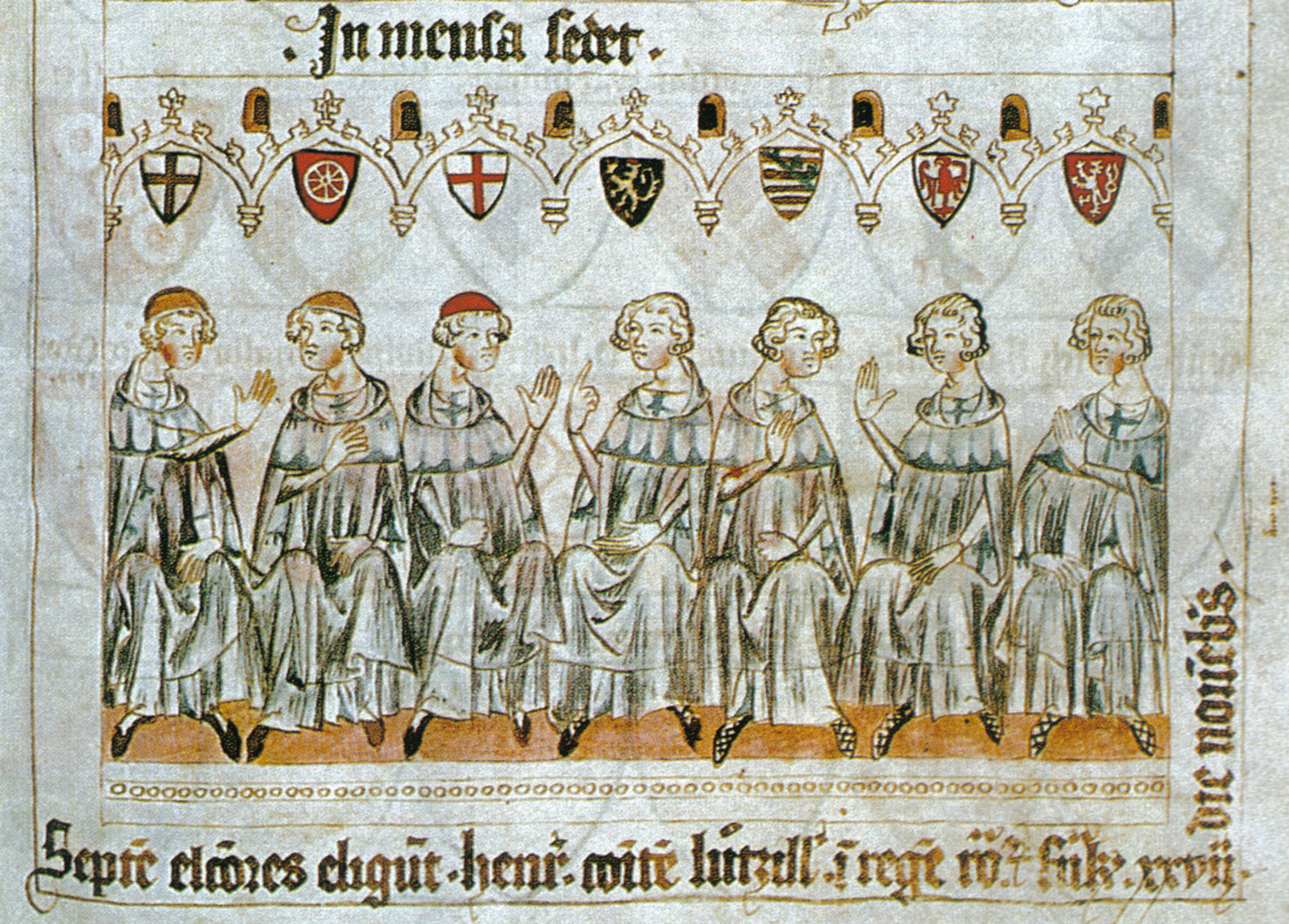
選帝侯

レーエン法的な帝国組織が完成されたのがシュタウフェン朝の時代である。国王は帝国内のすべての権力に対し、レーエン的な関係を画一的に主張した。国王は封臣にならないということが明確に規定され、諸権力は国王を頂点とし、階層的に編成されたピラミッドの中で定められた位置を占めることとなった。このレーエン的関係を確実なものとするため、10世紀ころから国王権力の有力な対抗勢力となっていた部族大公を解体させ、あらたにレーエン法的身分としての領域大公が創設された。これらの領域大公は部族的関係とは無関係に純粋な官職レーエンと規定されたと考えられている。聖界諸侯は笏により、俗界諸侯は旗によって授封された。
1356年にはカール4世の金印勅書によって選帝侯領にかぎってではあるが、相続においてレーエンが不分割とされることが規定された。相続によるレーエンの分割によってレーエン法上の関係がしばしば動揺したからである。とはいえその他の諸侯の間でレーエンの長子相続が一般化するのはずっとのちのことであった。
近代になるとレーエン法は領邦国家の拡大に使用された。レーエン関係を設定することによって周辺の諸侯と関係を結ぶことができ、軍事的な協力や対象諸侯に相続者の不在が生じた場合、レーエン法に従ってその領土を獲得することができたからである。こうして獲得された領土は封主のもとにとどめられることは稀で、たいていの場合家臣に再授封された。

## 中世国家においての役割
このようなレーエン制的関係は中世的な国家の本質部分の多くを担っていることは明らかであるが、決してレーエン法的関係だけが中世国家を規定していたのではない。ドイツでおこなわれた国王選挙や選帝侯の身分的根拠、領域大公以前の部族大公の地位はレーエン法からは説明されない。封建制度的国家の核心の一つであるとはいえるが、レーエン制が封建制度の全てであるわけではない。レーエン制はドイツからはじまってフランスやイギリス、イベリア半島に広まり、十字軍活動を通じて近東の十字軍国家でも--ここではすでに本来の強固な意味を失って擬制的にではあるが--おこなわれた。また第4回十字軍によって成立したラテン帝国の残存諸侯をビザンツ帝国が服従させたときもレーエン制に基づいた契約がおこなわれたと考えられている。
ヴェストファーレン条約により神聖ローマ帝国内にレーエンを獲得したスウェーデン（バルト帝国）が帝国議会に席を占めるようになった歴史は、現代の国際関係にも影響している。